# Cyathea akawaiorum
Cyathea akawaiorum là một loài dương xỉ trong họ Cyatheaceae. Loài này được P.J. Edwards mô tả khoa học đầu tiên năm 1983.